# Jezeřské arboretum
Jezeřské arboretum (dříve též Eisenberský park) bylo velmi rozlehlý anglický park, který ležel mezi zámkem Jezeří a (dnes již zaniklou) osadou Albrechtice v okrese Most v Ústeckém kraji. V arboretu rostlo několik tisíc dřevin, z nichž mnohé měly exotický původ, případně dosahovaly nezvyklého stáří. Velká část parku byla zničena z důvodu rozšiřování přilehlého hnědouhelného dolu, zbytek zůstal zanedbán a postupně zarostl.

## Historie

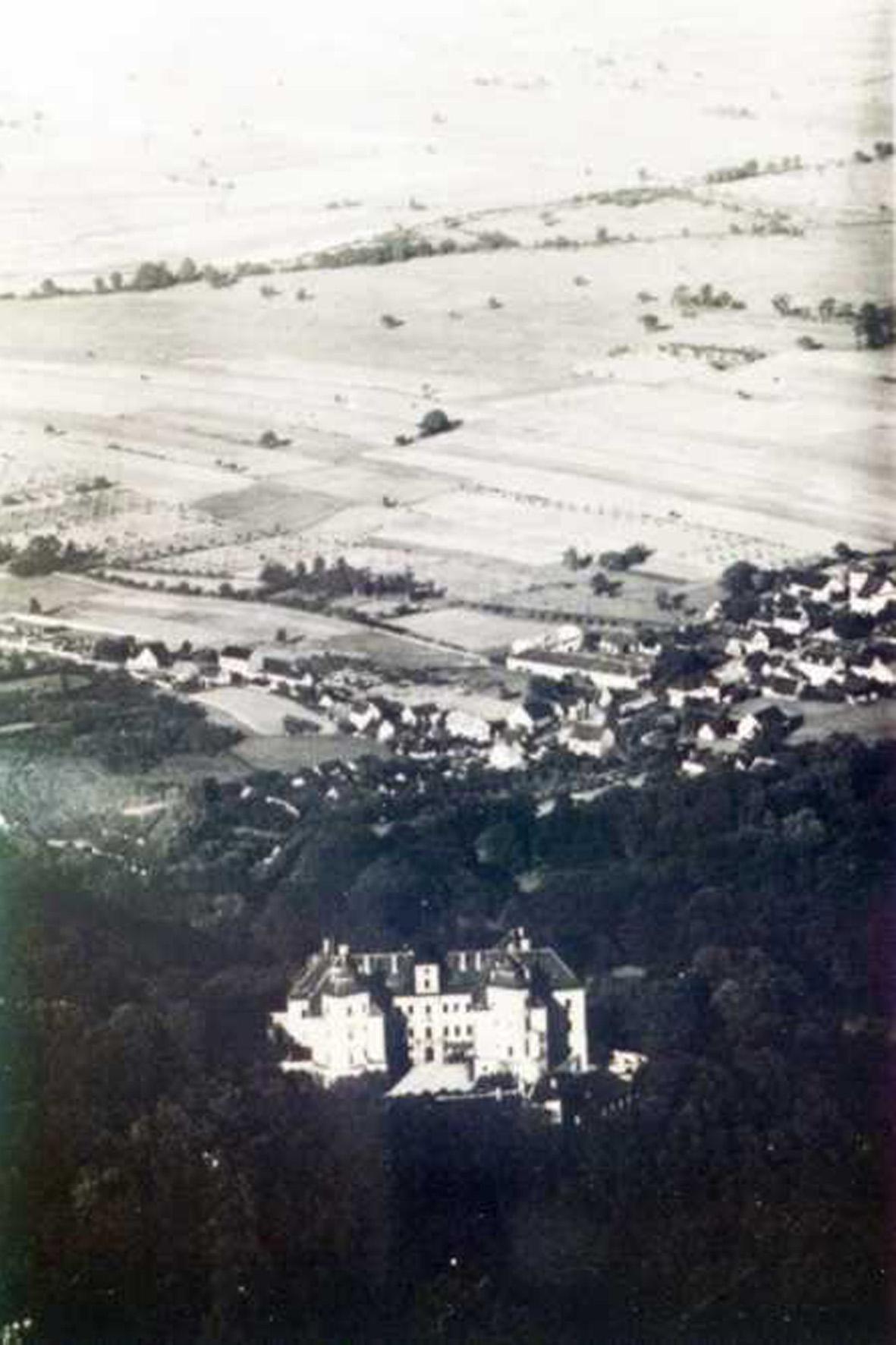
Arboretum mezi zámkem a Albrechticemi

Park začal vznikat na konci 17. století na svahu Zámeckého vrchu a postupně byl rošiřován až k Albrechticím. Roku 1823 byla vybudována centrální okrasná zahrada o rozloze 5 ha, celý park se během následujících 15 let rozšířil na plochu 50 ha. Arboretum navazovalo na přilehlou oboru a velká část měla přírodní charakter, který umocňovala trojice rybníků lemovaná lipami a duby. Centrální část oproti tomu vycházela z francouzského stylu, kombinovala živé ploty, bazénky, skleníky a voliéry.
| „                      | Eisenberský tento park náleží k nejkrásnějším v celém království. Všude vidíš ladné skupiny stromů, a stinná stromořadí vroubí čerstvou zeleň objemných trávníků. Šumný potok, jenž s výšin horských prudce se valí, napájí zde několik rybníků oživených labutěmi; bohaté pak skleníky, plné vzácných bylin, a velkolepé školky ovocné vzbuzují živý obdiv přátel přírody. | “ |
| — Bedřich Bernau, 1896 | |   |

Roku 1978 požádal těžařský podnik o zrušení ochrany spodní části parku. Během inventarizace provedené na žádost ministerstva kultury bylo na 33 ha arboreta zjištěno 4910 stromů v hodnotě 378 340 337 Kčs (ke 30. září 1980). Celková hodnota (včetně horní partie) byla odhadnuta na půl miliardy korun, historická, ekologická a estetická hodnota ovšem byla nevyčíslitelná. Rozsáhlá dolní partie byla v 80. letech zničena těžbou.
Horní část měla být ještě roku 1989 rovněž vytěžena, ale díky kampani za záchranu arboreta roku 1991 došlo k jejímu ušetření. Jelikož se o ni ale dlouhou dobu nikdo nestaral, zarostla náletem, část původních dřevin odumřela a dnes jsou poslední zbytky sotva patrné po stranách silnice z Černic k zámku.
V posledních letech[kdy?] doznalo Jezeřské arboretum významných úprav. V parku byly vybudovány základní cesty, vykáceny byly velké plochy náletových dřevin, především pámelníku a taktéž je udržován hlavní palouk.[zdroj⁠?!]
Dne 23. listopadu 2022 byl areál dochované části arboreta společně se zámkem Jezeří prohlášen národní kulturní památkou.

## Dřeviny
Součástí parku bylo několik tisíc dřevin a to jak původních, tak uměle vysázených. Vysazované byly dřeviny domácí i nepůvodní, konkrétně podle charakteru daného místa. Zastoupeny byly především následující druhy: dub letní i zimní, buk lesní (i červenolistá varieta), habr obecný, borovice lesní a vejmutovka, modřín opadavý, lípa velkolistá, malolistá i plstnatá, kanadská jedle, smrk pichlavý stříbrný, bříza bělokorá, jasan ztepilý, habr obecný, turecká líska, kaštanovník jedlý, platany, akáty a magnólie.
Albrechtický dub, také zvaný Albrechtický dědoušek, byl jedním z nejstarších a nejmohutnějších dubů na našem území. Rostl na kraji arboreta u Albrechtic. Zanikl po opakovaném podpálení, údajně cíleném pokusu o zničení památného stromu, který bránil těžbě uhlí.
Šeřík, 300 let starý a pocházející z doby před počátky šlechtění planého šeříku na území Česka, byl před likvidací spodní části parku roku 1984 vykopán a převezen do zámeckého parku v Krásném Dvoře. Obdobně byly odvezeny i staré magnolie v následujícím roce.
Sekvojovec obrovský (Sequioadendron gigantea), v osmdesátých letech 20. století již stoletý, dosahoval výšky 19,1 metru a hmotnosti 15 tun. Ministerstvo kultury si jako jednu z podmínek zrušení ochrany spodní části arboreta stanovilo přesazení sekvojovce, předem ale bylo jasné, že jde o velmi riskantní počin, který podle dostupných informací do té doby nikdo na světě nerealizoval.
Během jara 1986 byly započaty přípravy na přesazení a jako první krok došlo na přerušení kořenů stromu ve čtvercovém obrysu. Během léta byl strom zavlažován a krom opadu nových výhonků přečkal bez újmy. Dne 11. března 1987 započalo samotné přesazení. První komplikací byla promrzlá půda, která stěžovala vyjmutí stromu, dalším problémem se ukázaly být nestejnoměrně dlouhé kořeny, které znemožnily připravit bal vhodný pro transport. Dále bylo třeba řešit upnutí stromu (jehož měkká kůra byla velmi náchylná na poškození), vyhrabání kořínků a svazování větví, aby se rozměry nákladu vešly do stanoveného limitu 518 centimetrů.
Pro vysazení bylo původně vybíráno mezi rekreační lokalitou Benedikt u Mostu a okolím nové budovy Městského divadla v Mostě. Volba nakonec padla na čtvrť Zahražany. Starý velikán sice samotné přesazení přežil, ale podlomilo mu to zdraví a jeho stav se horšil až do poloviny devadesátých let 20. století, kdy definitivně uschnul a musel být odstraněn.